# トーマス・チェック
トーマス・ロバート・チェック（Thomas Robert Cech, 1947年12月8日 - ）はアメリカ合衆国の分子生物学者、生化学者。
シカゴ生まれ。1966年にグリネル大学で学位を取得し、1975年にカリフォルニア大学バークレー校で博士号（化学）を取得、同年ケンブリッジのマサチューセッツ工科大学でポスドクとなった。1978年、コロラド大学で教員となり学部生に化学や生化学を教えるようになった。

## 研究分野
主な研究分野は細胞の核内における転写過程である。具体的にはDNAの遺伝コード（コドン）がどのようにしてRNAへと変換されるかという研究を行った。1970年代に単細胞生物の繊毛虫テトラヒメナを用い、RNAのスプライシングの研究を行っていた時に、RNAの自己スプライシング現象を発見した。1982年にRNAが遺伝情報をコードしているだけの存在ではないこと、すなわちRNAが触媒的機能を持ち細胞内での反応に関与していることを初めて発見し、これをリボザイムと命名した。この功績により、1989年にノーベル化学賞を受賞した。
これまでに解明されたRNAの触媒反応として、リボソーム上でのタンパク質合成が代表的なものとして挙げられる。チェックが発見したリボザイムは、遺伝子工学における新たなツールとなった。またウイルスのRNAをリボザイムによって破壊するような、新しい治療法が生まれる可能性がある。
また、直鎖状染色体の末端のテロメアと呼ばれる部分の構造と機能についての研究も行っている。チェックのグループはテロメア配列をコピーする酵素であるテロメラーゼの構造と機能、集合性に着目した。テロメラーゼの活性部位のタンパク質は新しい種類の逆転写酵素を構成しているが、その酵素は以前はウイルスや転写因子によって抑制されていると思われていた。
テロメラーゼは人のガンの90%の活性に関わっているということから生医学的に重要な酵素である。それゆえガン治療における化学療法の後を担う治療法として、テロメラーゼの活性を落とすような薬も研究されている。

## 受賞歴等
チェックはその功績により、多くの賞・肩書きを持っている
- 1985年：ファイザー酵素化学賞
- 1986年：ニューカム・クリーブランド賞
- 1987年：アメリカがん協会生涯教授
- 1987年：米国科学アカデミー賞分子生物学部門
- 1988年：コロンビア大学よりルイザ・グロス・ホロウィッツ賞
- 1988年：ガードナー国際賞
- 1988年：ハイネケン賞
- 1988年：ローゼンスティール賞 （シドニー・アルトマンと共同受賞）
- 1988年：アルバート・ラスカー基礎医学研究賞
- 1989年：ノーベル化学賞 （シドニー・アルトマンと共同受賞）
- 1989年：ウォーレン賞
- 1995年：アメリカ科学栄誉賞

1987年にアメリカ科学アカデミーの会員に選出され、1988年にはアメリカ芸術科学アカデミーに選出された。2000年から2009年までハワード・ヒューズ医学研究所所長。その後はコロラド大学ボールダー校の生化学研究室教授を続けている。